# Ion Rimaru
Ion Rîmaru (lub Râmaru, ur. 12 października 1946 w Caracal, zm. 23 października 1971 w Jilavie) – rumuński seryjny morderca, zwany Wampirem z Bukaresztu. W latach 1970–1971 zgwałcił i zamordował na terenie miasta cztery kobiety. Jedenaście innych ofiar przeżyło napaści. To obok Very Renczi najbardziej znany rumuński seryjny morderca.

## Dzieciństwo i młodość
Urodził się w mieście Caracal jako najstarszy z trójki dzieci. Jego dzieciństwo trudno uznać za szczęśliwe. Ojciec regularnie bił matkę, a w końcu opuścił rodzinę i wyjechał do Bukaresztu. W szkole natomiast powtarzał klasę i wywołał skandal obyczajowy, gdy okazało się, że obcował płciowo z młodszą córką swojego nauczyciela. W wieku osiemnastu lat został skazany za kradzież. Mimo tego w szkole średniej miał dobre oceny z zachowania.
Wstąpił na wydział weterynarii uniwersytetu rolniczego w Bukareszcie. Powtarzał drugi rok studiów, a w chwili aresztowania był bliski powtórki trzeciego z powodu nieobecności i słabych stopni. Jeden z jego profesorów opisał go jako nieśmiałego półanalfabetę z małym zasobem słownictwa i wąskim zakresem zainteresowań.
Koledzy unikali go, ponieważ ich zdaniem, zachowywał się dziwnie. Gdy wpadał w szał, dokonywał samookaleczenia. Miał niekontrolowany popęd seksualny. Jeden ze studentów zeznał, że Rîmaru całą noc czatował pod drzwiami innego studenta, wiedząc, że przyszła do niego koleżanka. W 1967 lekarze stwierdzili u niego problemy ze zdrowiem i to zarówno fizycznym jak i psychicznym.

## Zbrodnie i śledztwo
Na przełomie 1970 i 1971 w Bukareszcie doszło do kilkunastu napadów na kobiety. Sprawca śledził je, a następnie atakował i pozbawiał przytomności za pomocą młotka, siekiery, metalowego pręta lub noża. Wiele z ofiar zostało zgwałconych, często brutalnie. Cztery ofiary zmarły. Sprawca często odrywał kawałki ubrań, a nawet obnażał całe ciała. Dochodziło również do aktów kanibalizmu, ponieważ sprawca odgryzał fragmenty piersi bądź genitaliów, a jednej z ofiar wypił krew. Można również mówić o elementach nekrofilii, ponieważ gwałcił ofiary, gdy te już zmarły. Sprawca dokonywał swoich czynów w trudnych warunkach atmosferycznych jak burza, śnieżyca, mgła bądź silne wiatry. 
Wieść o przestępstwach rozeszła się lotem błyskawicy. Kobiety bały się same wychodzić z domu. Niechęć władz do ujawniania informacji spowodowała rozprzestrzenianie się plotek, często absurdalnych. Po kilku przestępstwach władze zauważyły, że mają do czynienia z seryjnym mordercą. Zmobilizowano tysiące policjantów, agentów Securitate, a także lekarzy, kierowców autobusów, motorniczych, kelnerów i recepcjonistów. Przełom nastąpił w maju 1971, gdy przy trzeciej ofierze znaleziono ślady włosów sprawcy i diagnozę choroby, która stwierdzała okresową epilepsję. Dokument był zamoczony i jedyne co było widoczne to nagłówek. Wystawiono go w studenckim szpitalu. Po kilku dniach udało się odczytać dokument. Okazało się, że wystawił go dr Octavian Ienişte w marcu tego samego roku. Lekarz zeznał, że badał 83 studentów, a 15 nie złożyło dokumentów władzom uniwersytetu. Rîmaru był jednym z nich. Policja zaczęła obserwację podejrzanych. 27 maja policja weszła do akademika i zaczęła przeszukanie. Wtedy Rîmaru wrócił i został aresztowany, po tym jak odkryto w jego torbie siekierę i nóż. Jego włosy i uzębienie zostało porównane z tymi znalezionymi na miejscu zbrodni. Były identyczne.

## Proces i egzekucja
Po aresztowaniu, podejrzany nie rozmawiał z nikim, a podczas przesłuchania jedynie wpatrywał się w ścianę. Gdy do jego celi wprowadzono policjanta udającego złodzieja, zaczął mówić. Przyznał się do popełnienia 23 czynów. Był podejrzany o popełnienie trzech morderstw, a do reszty (jedno zabójstwo, sześć usiłowań, pięć gwałtów, jedno usiłowanie i siedem kradzieży) przyznawał się albo on albo jego ojciec. Podczas okazania, wszystkie jego ofiary były przerażone, widząc go. W czasie śledztwa albo przyznawał się do winy, domagając się zawiezienia na miejsce zbrodni, albo starał się przekonać funkcjonariuszy do swej niepoczytalności. Przed sądem, odmówił składania zeznań, gdy dowiedział się, że lekarze uznali go za poczytalnego. Nie odpowiadał, nawet na pytania zadawane przez swojego obrońcę. Wycofał też swoje przyznanie się do winy.
Sąd skazał Rîmaru na karę śmierci, co zostało przyjęte oklaskami przez widzów na sali sądowej. Odwołał się od wyroku, ale sąd odwoławczy podtrzymał wyrok. 23 października 1971 został przewieziony do więzienia w Jilavie i tam stracony. Ostatnie słowa jakie wypowiedział przed śmiercią brzmiały Zadzwońcie po mojego ojca!! Niech przyjedzie i zobaczy co się ze mną dzieje!! To on jest winny!! Tylko on!!, oraz Chcę żyć!!!. Jego zwłoki pochowano na cmentarzu miejskim w nieoznakowanym grobie.

## Możliwe motywy
Kilka lat po straceniu Rimaru, psycholog płk. dr. Tudorel Butoi przeanalizował taśmy z nagraniami jego przesłuchań. Według jego opinii, zbrodnie były motywowane kiełkującym w nim od młodości kompleksie niższości. Był ubogi, nie przystosowany do życia w społeczeństwie i miał problemy w relacjach z kobietami.

## Ofiary śmiertelne Rimaru
| Lp. | Ofiara          | Data            |
| --- | --------------- | --------------- |
| 1.  | Elena Oprea     | 9 kwietnia 1970 |
| 2.  | Fănică Ilie     | 5 marca 1971    |
| 3.  | Gheorghiţa Popa | 9 kwietnia 1971 |
| 4.  | Mihaela Ursu    | 5 maja 1971     |

## Rodzinne związki
Ojciec Rîmaru, Florea, wiedział o zbrodniach swojego syna. Policja podejrzewała, że podżegał go do popełnienia przestępstw. Po napadzie na kasjera, ojciec zmusił syna do powrotu na miejsce przestępstwa i pokazania mu, co zrobił. Następnie ukrył pieniądze oraz zabrał siekierę i nóż, z którymi Ion wrócił w momencie aresztowania. Był trzykrotnie aresztowany, ale wypuszczano go, ponieważ zgodnie z rumuńskim prawem nie można zmusić członków rodziny do zeznawania przeciwko sobie.
Florea Rîmaru zmarł rok po swoim synu. Oficjalnie wypadł z pociągu, choć istnieje podejrzenie, że został wypchnięty przez agentów Securitate. Jego ciało przewieziono do instytutu medycyny sądowej i poddano badaniom podczas których m.in. zdjęto odciski palców i zmierzono stopy. Okazało się, że pasują idealnie do sprawcy czterech zabójstw popełnionych latem 1944 w Bukareszcie. Ofiary tych zbrodni były również kobietami, a zabójstw dokonano podczas burzy i za pomocą tępego narzędzia. Pasowały nawet imiona pierwszych ofiar. Pierwszą ofiarą Florei była Elena Udrea, Iona Elena Oprea.